# Dignity in Dying

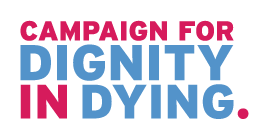
Logotipo de Dignity in Dying

Dignity in Dying es una organización mundial de campañas a favor de la muerte digna con sede en Londres.
Fundada por Killick Millard en noviembre de 1935, se mantiene por contribuciones voluntarias y en diciembre de 2010 cuenta con 25.000 asociados activos. La organización declara su independencia de afiliaciones políticas y religiosas y tiene el objetivo principal declarado de hacer campaña para que los individuos tengan mayor elección y mejor control sobre las decisiones sobre el fin de sus vidas, a fin de aliviar cualquier sufrimiento que puedan estar teniendo a medida que se acercan a su propia muerte.
Dignity in Dying hace campaña por una mejor elección, control y acceso a un abanico amplio de servicios médicos y paliativos alrededor del fallecimiento, lo que incluye la opción de una muerte asistida indolora, dentro de estrictas salvaguardas legales para personas con enfermedades terminales. Declara que su campaña busca lograr un enfoque más compasivo hacia el final de la vida.
La asociación apunta que en Reino Unido, en 2010, el 82% de la población cree que un doctor debería tener permiso para terminar la vida de un paciente con una enfermedad incurable a petición del paciente. El 71% de la población con convicciones religiosas y el 92% de la población no religiosa, apoyaba esta afirmación
Junto con su trabajo de campaña, Dignity in Dying, a través de su asociación de caridad Compassion in Dying, es una fuente de información sobre temas de fin de vida y un proveedor de decisiones avanzadas.